# Alexandr Nikolajevič Radiščev
Alexandr Nikolajevič Radiščev (rusky Алексaндр Николaевич Радищев; 31. srpna 1749 Moskva – 24. září 1802 Petrohrad) byl ruský prozaik, básník, filozof a sociální myslitel období osvícenství a preromantismu. Vstoupil do dějin hlavně jako první ruský revolucionář, ideový předchůdce děkabristů a ruských revolučních demokratů.

## Život
Radiščev se narodil roku 1749 v zámožné šlechtické rodině. Základní vzdělání získal v Moskvě a od roku 1762 studoval na kadetské škole v Petrohradě. Po jejím absolvování jej carevna Kateřina II. vyslala roku 1766 společně s dalšími mladíky na univerzitu do Lipska, kde se do roku 1771 věnoval studiu práva, literatury, přírodních věd, lékařství a jazyků. Jeho vzdělání bylo na tehdejší dobu skvělé, výrazně ho oslovily zejména osvícenské myšlenky francouzských filozofů 18. století (což se mu nakonec stalo osudným).
Po návratu z Lipska roku 1771 vstoupil Radiščev do státní služby, v níž vynikl svojí nestranností a mírností vůči podřízeným. Krátce sloužil ve vojsku jako vojenský prokurátor a v roce 1785 se stal ředitelem petrohradské celnice. Dobře přitom poznal nevolnické vztahy, osudy vojenských zběhů i problematiku kupectva. Brzy si uvědomil rozpor mezi carevnou hlásaným osvícenstvím a realitou ruského života, a došel k názoru, že jediným východiskem je zrušení nevolnictví. Tou dobou se také začal zabývat literaturou. Jeho prvními důležitějšími pracemi byla óda Volnost (1783, Вольност) a autobiografická próza vzpomínek na svého přítele z Lipska Život Fjodora Vasiljeviče Ušakova) (1789, Житие Фёдорa Васильевичe Ушаковa).
Na sklonku roku 1789 si Radiščev založil vlastní tiskárnu, v níž nejprve anonymně vydal svůj Dopis příteli žijícímu v Tobolsku (1790, Письмo к другу, жительствующему в Тобольске), který napsal již roku 1782 a ve kterém vyzdvihl zásluhy cara Petra I., a poté své vrcholné dílo, intelektuální cestopis Cesta z Petrohradu do Moskvy (1790 Путешествие из Петербурга в Москву), obsahující smělé úvahy o nevolnictví, samoděržaví a jiných jevech společenského i státního života tehdejšího Ruska. Kniha měla obrovský úspěch a sama Kateřina II. si knihu přečetla. Byla jí tak pobouřena, že přikázala náklad zabavit a zničit a proti Radiščevovi zahájit trestní stíhání. Radiščev byl brzy zatčen a následně odsouzen k smrti. Tento trest mu byl milostí carevny změněn na desetileté vyhnanství na Sibiři v Ilimsku, kde napsal filozofický traktát O člověku, o jeho smrtelnosti a nesmrtelnosti (1792—1795, О человеке, о его смертности и бессмертии), který byl však také zabaven.
Krutý Radiščevův osud vzbudil všeobecnou účast, takže již roku 1796 mu nový car Pavel I. dovolil usadit se pod policejním dozorem na svém statku v kalužské gubernii. Plné svobody však Radiščev dosáhl teprve až za dalšího cara Alexandra I., který ho roku 1797 opět přijal do státní služby a roku 1801 jej jmenoval do Komise pro sestavování zákonů. Když ale Radiščev ve svých projektech právních reforem opět vystoupil proti nevolnictví, přivedla jej roku 1802 hrozba nového pronásledování k sebevraždě.

## Dílo

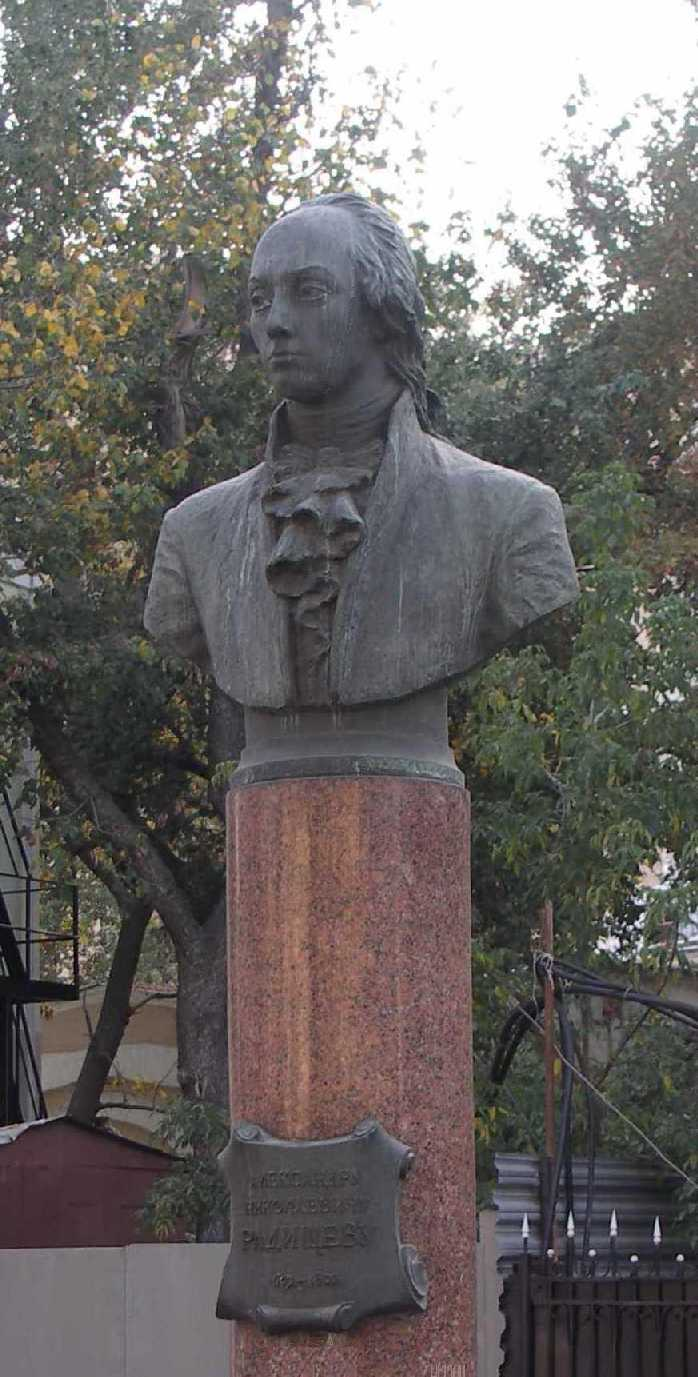
Socha Alexandra Nikolajeviče Radiščeva v Moskvě

### Filozofické a literárně-kritické práce
- Úvahy o řecké historii (Размышления о греческой истории, 1771), překlad knihy francouzského filozofa Gabriela Bonnota de Mablyho doplněný o Radiščevovy vlastní společensky kritické poznámky.
- Slovo o Lomonosovovi (Слово о Ломоносове, 1780), filozofická stať zařazená později do autorovy knihy Cesta z Petrohradu do Moskvy.
- Beseda o tom, kdo je synem vlasti (Беседа о том, что есть сын Отечества, 1789), filozofická stať,
- O člověku, o jeho smrtelnosti a nesmrtelnosti (О человеке, о его смертности и бессмертии), filozofický traktát napsáný v letech 1792—1795 v sibiřském vyhnanství a vydaný až roku 1809, v němž se Radiščev zabývá vývojem člověka a jeho vztahem k říši živočišné i rostlinné, dále rozebírá vlastnosti a pohyb hmoty, otázku času a prostoru i otázku smrtelnosti člověka a jeho duše (zde nakonec dochází k názoru, že nesmrtelnost duše je vědecky nedokazatelná a že je možno v ni pouze věřit).
- Pomník daktylotrochejskému bohatýrovi (Памятник дактилохореическому витязю), literárně-kritické dílo napsané roku 1801 a vydané až roku 1811, shrnující Radiščevovy názory na básnictví (inspirace v lidové poezii a v hrdinských obrazech ze staroruské minulosti).

### Poezie
- Stvoření světa (Творение мира, kolem 1779 až 1782), poema,
- Volnost (Вольност), óda, napsaná roku 1783, podávající ve zkratce historii lidského zápasu za právo, pravdu a svobodu, částečně byla publikována roku 1790 v autorově knize Cesta z Petrohradu do Moskvy, v úplnosti vydána až roku 1906.
- menší básně  Chceš vědět, kdo jsem? (Ты хочешь знать кто я?, napsáno 1791, publikováno až 1884) a Modlitba (Молитва, 1792),
- Bova (Бова, napsáno 1799, vydáno až 1807), poema, bohatýrská zkazka ve verších,
- menší básně Jeřábi (Журавли, 1799), Idyla (Идиллия, 1800), Óda na mého přítele (Ода к другу моему, 1800) a Sapfické sloky (Сафические строфы, 1801).
- Osmnácté století (Осьмнадцатое столетие, napsáno 1802, vydáno 1807), báseň vyjadřující rozčarování z výsledků revolučního dění ve světě.
- Písně zpívané o závodech pro čest starých slovanských bohů (Песни, петые на состязаниях в честь древним славянских божествам, nedokončeno, publikováno až 1807), poema útočící proti únikovému sentimentalismu i proti lživědeckým názorům o historické úloze Slovanstva.
- Historická píseň (Песнь историческа, publikováno 1807), poema,

### Próza
- Deník jednoho týdne (Дневник одной недели, napsáno 1773, vydáno až 1811, jedna z prvních sentimentálních próz v ruské literatuře a zároveň pokus o kritiku Jeana-Jacquese Rousseaua.
- Život Fjodora Vasiljeviče Ušakova (Житие Фёдорa Васильевичe Ушаковa, 1789), autobiografická povídka líčící pětiletý pobyt skupiny ruských studentů v Lipsku, jejímž hlavním hrdinou je Radiščevův přítel a nadějný filozof F. V. Ušakov, pod jehož vedením poznává Radiščev francouzské osvícence a roste v něm touha změnit společenské poměry v Rusku.
- Dopis příteli žijícímu v Tobolsku (Письмo к другу, жительствующему в Тобольске, 1790), dopis, který Radiščev napsal již roku 1782 při příležitosti odhalení pomníku cara Petra I. v Petrohradě a ve kterém vyzdvihl carovy zásluhy o modernizaci Ruska.
- Cesta z Petrohradu do Moskvy (Путешествие из Петербурга в Москву, 1790), Radiščevovo nejvýznamnější dílo, intelektuální cestopis obsahující ve formě různých alegorií, črt a úvah o životě v rozlehlé ruské říši tvrdou kritiku nevolnictví i samoděržaví.
- Zápisky z cesty na Sibiř (Записки путешествия в Сибирь, publikováno až 1906), autorův deník,
- Zápisky z cesty ze Sibiře (Записки путешествия из Сибири, publikováno až 1907), autorův deník.

## Česká vydání
- Výbor z díla I., Slovanské nakladatelství, Praha 1952, přeložili Nataša Musiolová a Luděk Kubišta, obsahuje prózy Život Fjodora Vasiljeviče Ušakova, Cesta z Petrohradu do Moskvy, Deník jednoho týdne, Dopis příteli žijícímu v Tobolsku, Beseda o tom, kdo je synem vlasti a Nepřekročitelná hráz nás dělí.
- Výbor z díla II., Nakladatelství československo-sovětského institutu, Praha 1952, přeložili Luděk Kubišta a Josef Zumr, obsahuje autorovy menší básně, ódu Volnost, báseň Osmnácté století, poemy Bova a Písně zpívané o závodech pro čest starých slovanských bohů a filozofický traktát O člověku, o jeho smrtelnosti a nesmrtelnosti.
- Cesta z Petrohradu do Moskvy, SNKLHU, Praha 1954, přeložili Nataša Musiolová a Luděk Kubišta.